# Аварська Вікіпедія
Аварська Вікіпедія (ав. Авар Википедия) — розділ Вікіпедії аварською мовою. Створена у 2004 році. Аварська Вікіпедія станом на 8 серпня 2025 року містить 3638 статей, 16 610 зареєстрованих користувачів, 2 адміністраторів. Загальна кількість сторінок в аварській Вікіпедії — 18 101, редагувань — 94 854, мультимедійні файли відсутні. Глибина (рівень розвитку мовного розділу) аварської Вікіпедії середня і становить 82.8 пунктів.

## Історія
- Червень 2006 — створена 100-та стаття[3].
- Вересень 2011 — створена 1 000-на стаття[3].
- Серпень 2015 — створена 2 000-на стаття[4].